# Borgward Isabella
Borgward Isabella — автомобіль середнього класу виробництва Carl F. W. Borgward G.m.b.H. у Бремен-Зебальдсбрюку з 1954 по 1961 рік. Автомобіль, який пропонувався лише як стандартна дводверна версія або як тридверний універсал, був найуспішнішою моделлю Borgward Group. З 10 червня 1954 року він спочатку випускався під назвою «Hansa 1500».

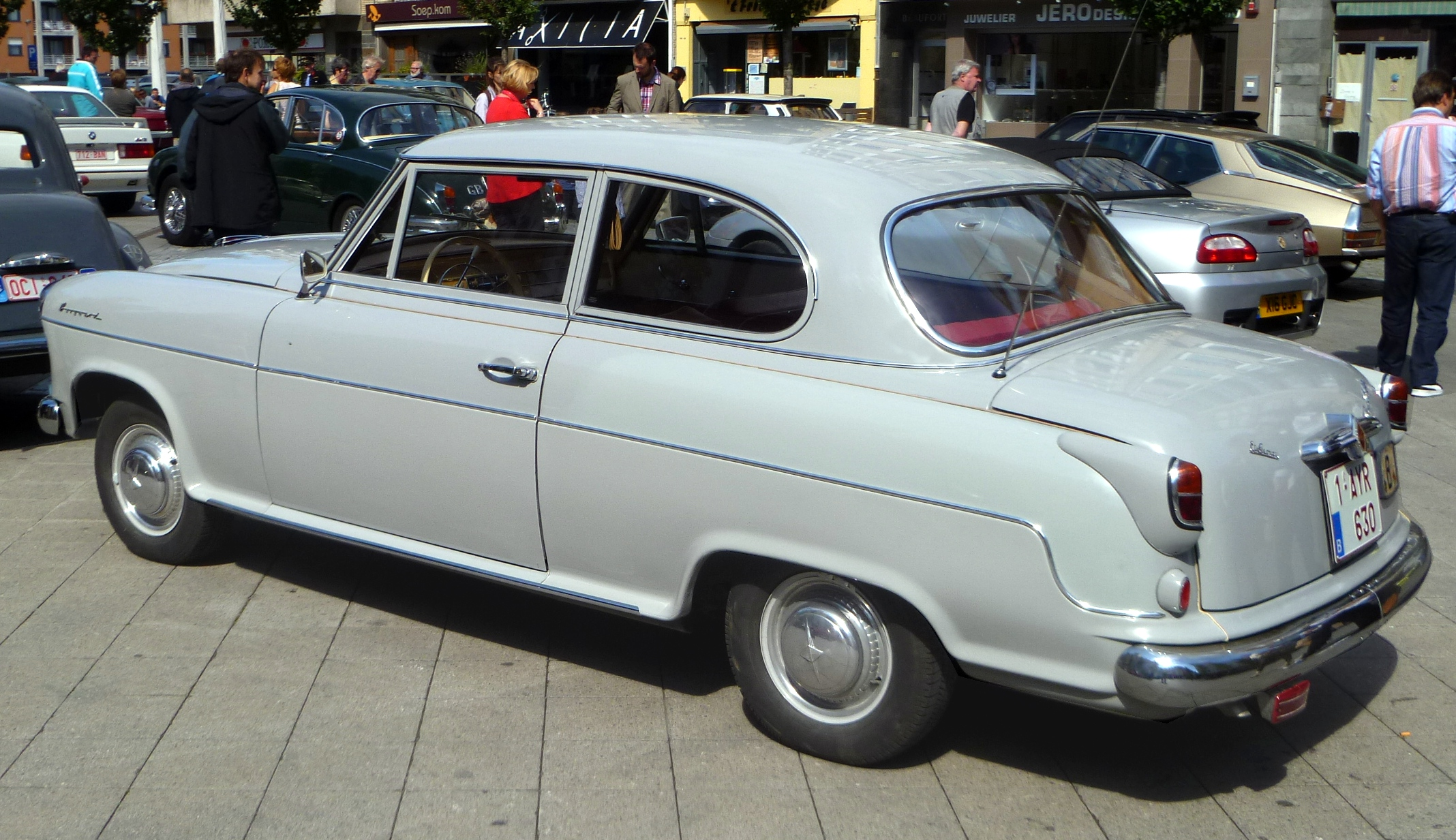
2-дв.

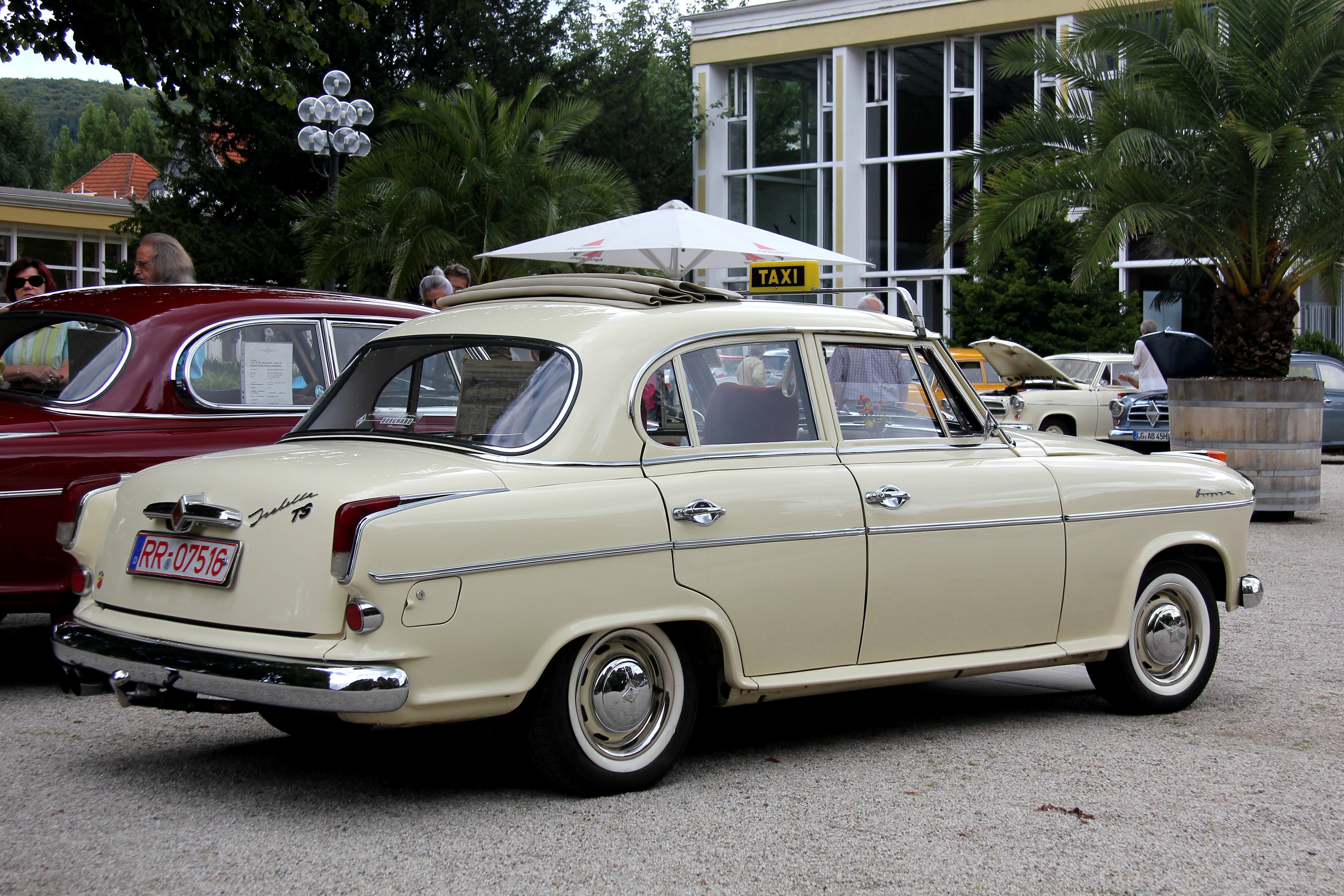
4-дв.

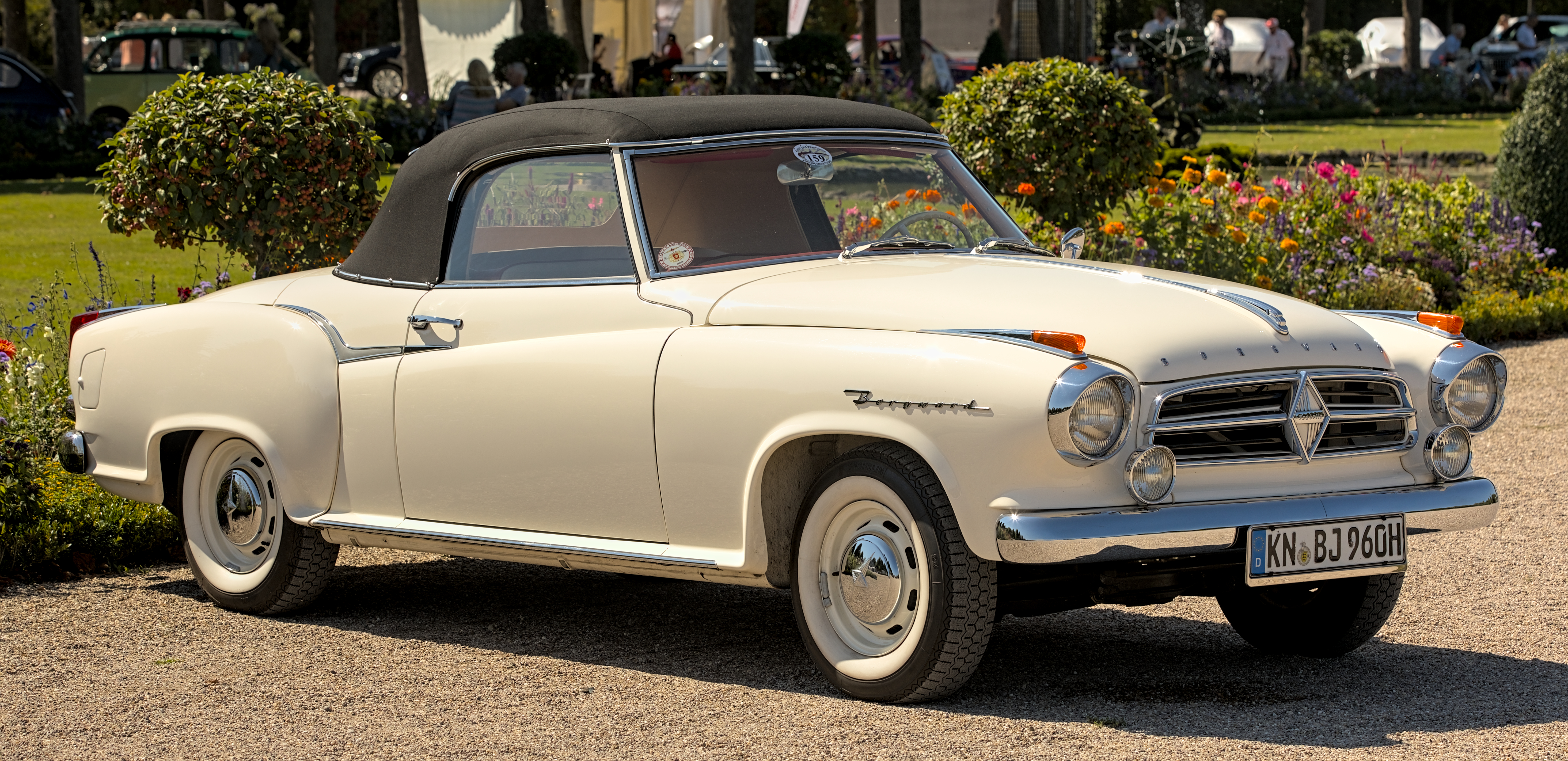
Borgward Isabella Cabriolet

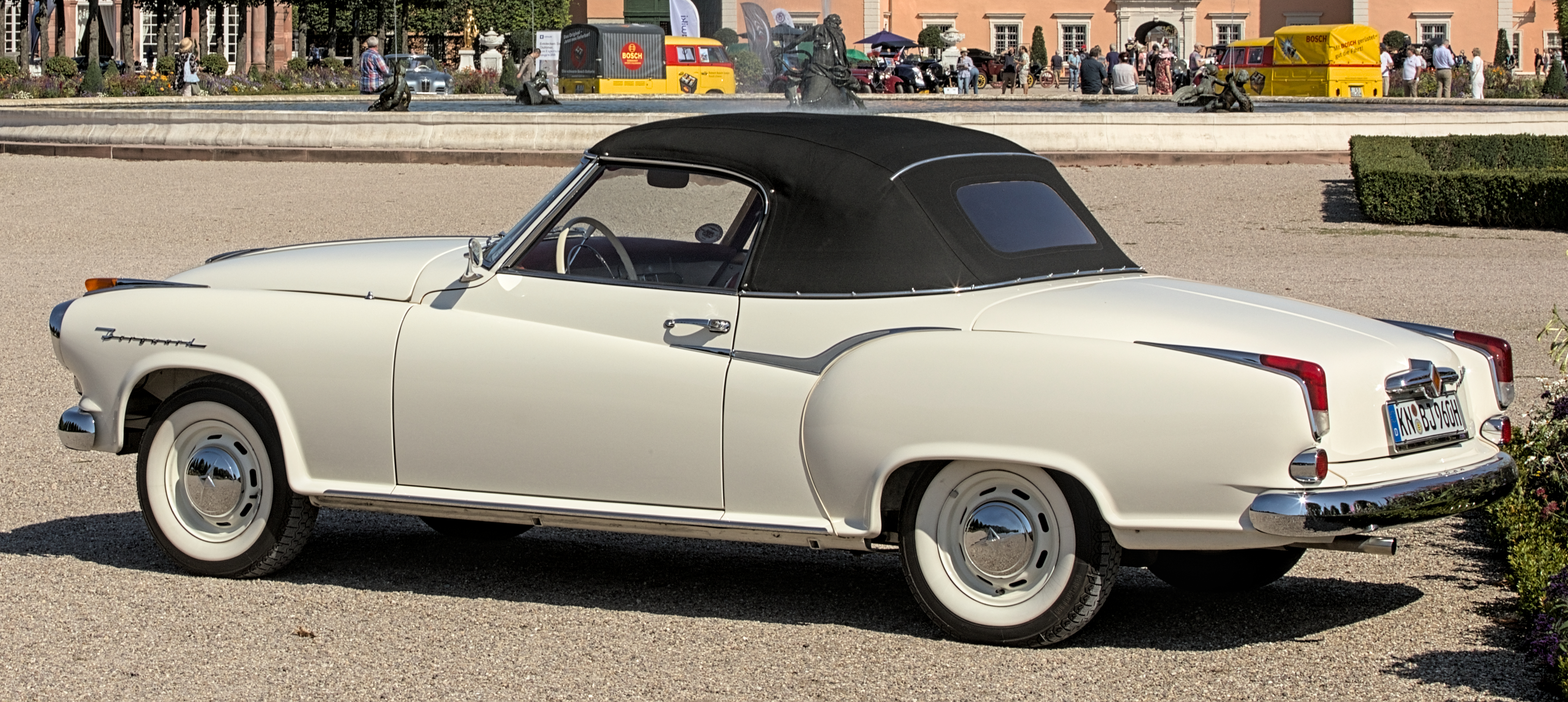

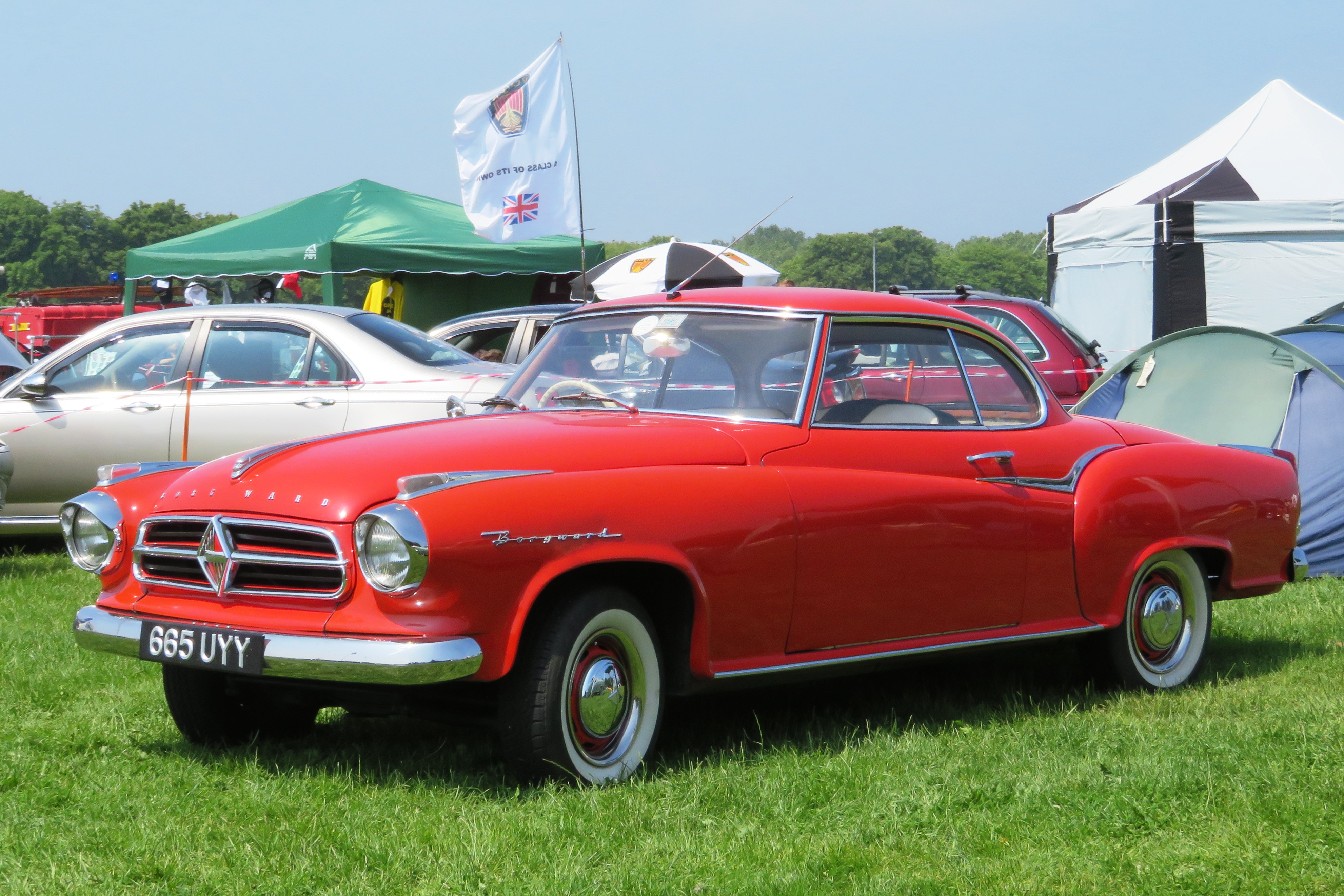
Borgward Isabella Coupé 1958

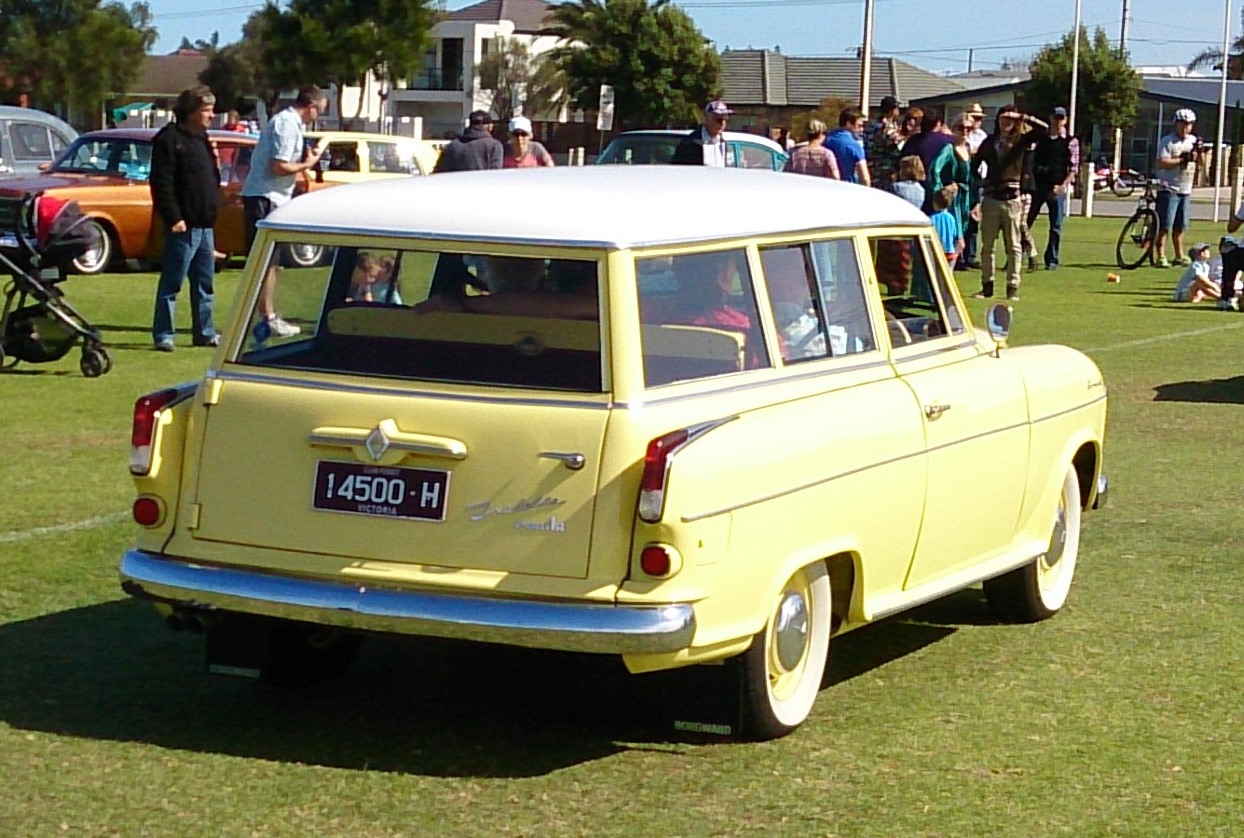
Borgward Isabella Combi 1959

Пізніше назва «Ізабелла» була не результатом дослідження ринку, а спонтанним натхненням самого Карла Ф. В. Борґварда. Коли його запитали, що має бути написано на досі надсекретних передсерійних моделях, коли вони беруть участь у тест-драйвах у громадському транспорті. кажуть, що він відповів: «Мені байдуже; Заради мене, напишіть на ньому Isabella». З 1957 року оригінальну кодову назву можна було прочитати в ромбі Borgward на решітці радіатора. На початку 1958 року американська компанія BorgWarner поскаржилася, що точка ромба - товарний знак Borgward - розділяє назву компанії на капоті на Borg і Ward і може викликати плутанину з її назвою. Тому вона погрожувала подати до суду, після чого розмір ромба на моделях Isabella був зменшений із середини 1958 року, таким чином уникаючи візуального розділення назви компанії.
Сучасна концепція та приємний зовнішній вигляд Hansa 1500 (Isabella) були з ентузіазмом сприйняті, коли вона була представлена в 1954 році. Автомобіль припав до смаку публіки та з першого дня мав успіх у продажах. Після всього десяти місяців розробки модель спочатку мала численні дрібні дефекти, які поступово були виправлені.

## Опис

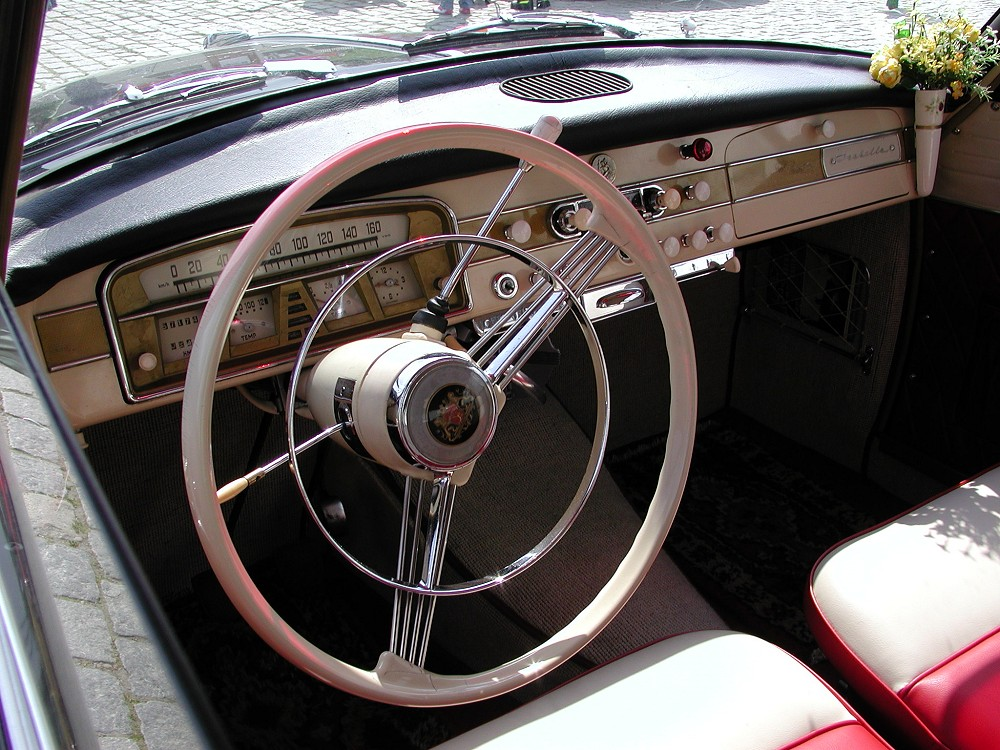

Isabella була новим дизайном, який мав мало спільного технічно та зовні з попередньою моделлю, Hansa 1500/1800. Карл Ф. В. Боргвард сам розробив кузов і зробив пластилінові моделі в масштабі 1:5. Вальтер Дзіггель, Герман Люнсман і Герман Бьозе відповідали за подальший розвиток. Новий несучий кузов із опуклостями на колісних арках, підкресленими дверними порогами та бічними хромованими оздобленнями вже не був таким суворим, як гладкий понтонний кузов раніше побудованого Borgward Hansa 1500, який був представлений у 1949 році як перший новий німецький автомобіль. машина після війни, і вона була трохи легша. Ізабелла також відрізнялася від своєї попередниці в інших аспектах. У шасі більше не було листових ресор, а двигун мав менший коефіцієнт робочого ходу (1,13 замість 1,28) і вищу компресію (7 замість 6,3).
Передні колеса Isabella підвішені на подвійних поперечних важелях з гвинтовими пружинами та стабілізатором поперечної стійкості (як у гоночної машини Borgward RS). Двигун і передня вісь сидять на підрамнику. Ззаду він має маятникову вісь із штовхаючими стійками та гвинтовими пружинами.
Чотирициліндровий рядний двигун із колінчастим валом із трьома підшипниками та паралельно підвішеними клапанами має бічний розподільний вал, який приводиться в рух через прямозубу шестерню з шестернею, виготовленою з армованої тканиною фенольної смоли (Novotex). Впускна труба є частиною головки блоку циліндрів; Карбюратор прикріплений фланцем до кришки клапана. Новим на той час було зчеплення з гідравлічним приводом. Чотириступінчаста коробка передач з перемиканням на кермі повністю синхронізована.
За 7265,00 німецьких марок Isabella була дорожча за Opel Rekord або Ford 12 M, але дешевша за Mercedes 180. У перший рік виробництва Borgward виготовив 11150 Isabella.

## Автоспорт
Borgward використовував Isabella в автоспорті з самого початку. На Carrera Panamericana в жовтні 1954 року Адольф Брудес стартував зі стандартним двигуном потужністю 60 к.с. у класі «Європейських туристичних автомобілів з робочим об’ємом до 2 літрів», у якому заводська команда Alfa Romeo змагалася з декількома «1900 TI» потужністю 110 к.с. Також брали участь сім VW Beetle з двигунами потужністю 30 к.с. За розкладом сил Брудес посів шосте місце після п'яти Alfa Romeo і перед VW Beetles, які всі пройшли маршрут довжиною 3070 км. Брудес проїхав гонку із середньою швидкістю 113 км/год. У наступні роки Isabella також можна було побачити з більш потужними двигунами в гонках туристичних автомобілів, зокрема в допоміжній програмі Гран-прі Європи 6 серпня 1961 року на Нюрбургрингу з Йохеном Неерпашем і Робертом Францом (псевдонім) на кермо.

## Кінець виробництва
У 1961 році Borgward Group стала неплатоспроможною. Багато транспортних засобів було на зберіганні; Тим не менш, Isabella залишався у виробництві до 1962 року. Загалом до кінця виробництва було виготовлено 202 862 одиниці. У травні 1961 року 200 000 Isabella зійшла з конвеєра.
| Рік       | 1954   | 1955   | 1956   | 1957   | 1958   | 1959   | 1960   | 1961  | 1962 | Всього         |
| --------- | ------ | ------ | ------ | ------ | ------ | ------ | ------ | ----- | ---- | -------------- |
| Limousine | 11.298 | 24.573 | 17.527 | 22.409 | 20.160 | 27.139 | 25.839 | 6.989 | 19   | 155.953        |
| Combi     |        | 1.760  | 3.129  | 7.327  | 7.199  | 8.480  | 7.242  | 2.205 | 4    | 37.346         |
| Coupé     |        |        | 4      | 1.115  | 2.351  | 2.622  | 3.039  | 406   |      | 9.537          |
| Cabriolet |        |        |        |        |        |        |        |       |      | (прибл. 1.000) |
| Всього    | 11.298 | 26.333 | 20.660 | 30.851 | 29.710 | 38.241 | 36.097 | 9.600 | 23   | 202.813        |

Близько 1000 седанів і близько 20 купе були переобладнані в кабріолети. У 1955 році завод Карла Дойча розпочав виробництво першого кабріолета. Кабріолети Beeskow були включені в офіційну програму продажів Isabella і виготовлялися до кінця літа 1961 року.
Виробничі потужності були продані до Мексики, де деякі з цих автомобілів все ще виготовлялися протягом 1960-х років. З 1961 року BMW зайняв позиції Isabella на ринку з BMW 1500.
З 1960 по 1963 рік Dinborg, аргентинське спільне підприємство з державною компанією DINFIA, виготовило загалом 999 дводверних Isabella.